# ブダ
ブダ（Buda）は、ハンガリーの首都ブダペストの西側部分で、ドナウ川の西岸に位置する。ブダという名称は、フン族の王ブレダの名に由来するが、それは彼の名がハンガリー語でブダだからである。ドイツ語ではオーフェン（Ofen）と呼ばれた。
ブダは、ブダペスト全体の約1/3を占め、その大部分は木の生えた丘陵である。高い生活水準と結びつけて考えられることが多いが、これはそれぞれの地域による。ランドマークとして、ブダ城とゲッレールトの丘のツィタデッラ（城塞）が名高い。

## 歴史
ブダは1361年からオスマン帝国に占領される1541年までハンガリーの首都であった。1536年にポジョニ（現在のスロバキアの首都ブラチスラヴァ）がハンガリーの新しい首都となった。1686年に大トルコ戦争でオーストリア軍によって占領されたが、戦争で荒廃していたので、街への再移住を促進するため、多数のドイツ人が連れてこられた。ブダは1703年に自由都市と宣言され、1784年に再びハンガリーの首都となった。1873年にオーブダおよびペスト（ペシュト）と統合され、ブダペストとなった。

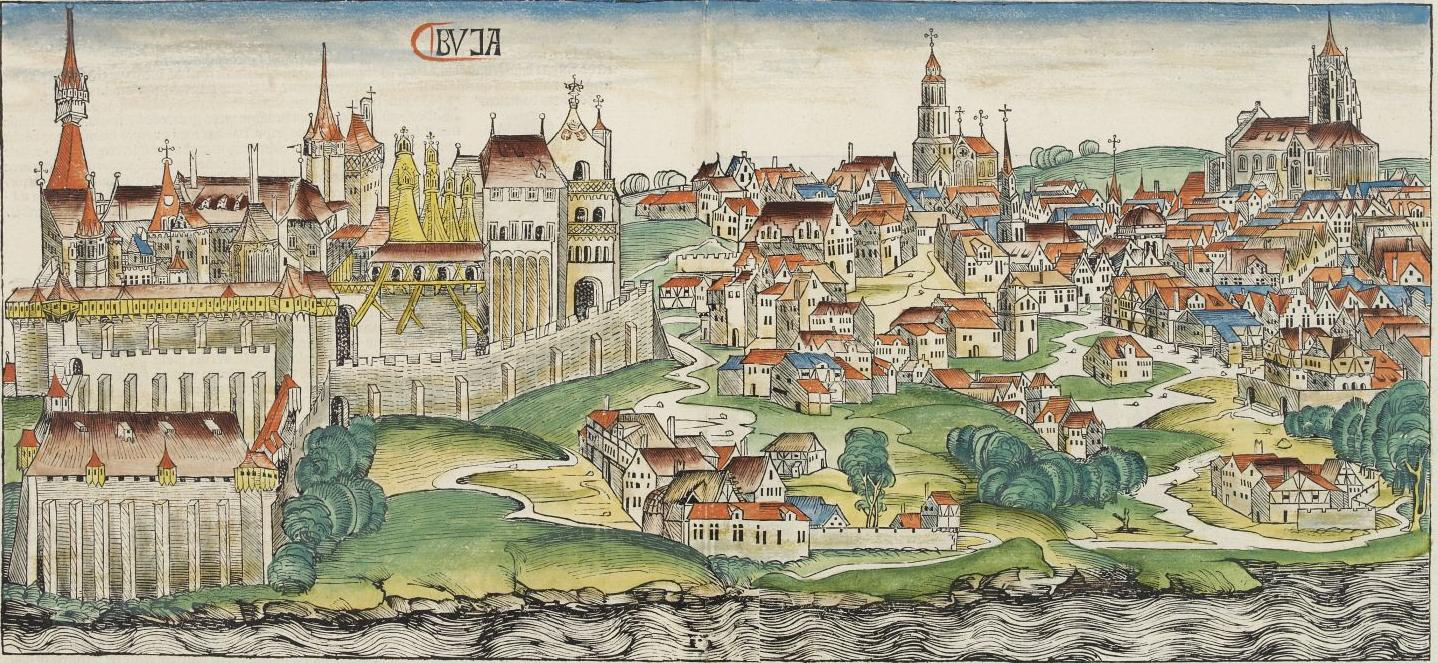
中世のブダ。ハルトマン・シェーデルの『年代記』より

## 人口の推移
1715年のデータによれば、ブダ住民の住居は1,539軒で、そのうち769軒が南スラブ人（大部分がセルビア人）、701軒がドイツ人、そして68軒がハンガリー人であった。1720年のデータによれば、1,468軒に人口約30,000人を数えるのみであり、そのうち851軒がドイツ人で、559軒が南スラブ人（大部分がセルビア人）、68軒がハンガリー人、そして5軒がスロバキア人であった。

## 姉妹都市
- カペストラーノ、イタリア

## 参照
1. ↑  Dr. Dušan J. Popović, Srbi u Vojvodini, knjiga 2, Novi Sad, 1990.
2. ↑  Dr. Dušan J. Popović (同上)